# Menlo Park, New Jersey
Menlo Park là một cộng đồng không có tư cách pháp nhân nằm trong thị trấn Edison ở Hạt Middlesex, New Jersey, Hoa Kỳ.
Năm 1876, Thomas Edison thành lập nhà và phòng thí nghiệm nghiên cứu tại Menlo Park, nơi mà vào thời điểm đó là địa điểm phát triển bất động sản bất ngờ được đặt tên theo tên thị trấn Menlo Park, California. Trong khi ở đó, ông có biệt danh "Wizard of Menlo Park". Phòng thí nghiệm Menlo Park có ý nghĩa quan trọng - một trong những phòng thí nghiệm đầu tiên theo đuổi các ứng dụng nghiên cứu thực tiễn và thương mại. Trong phòng thí nghiệm Menlo Park của ông, Thomas Edison đã phát minh ra cả máy ghi âm và dây đèn sợi đốt. Phố Christie ở Menlo Park là con đường đầu tiên trên thế giới sử dụng đèn điện để chiếu sáng. Edison rời Menlo Park và chuyển nhà và phòng thí nghiệm đến West Orange, New Jersey vào năm 1887. Sau cái chết của ông, Tháp tưởng niệm Thomas Alva Edison và Bảo tàng được xây dựng gần phòng thí nghiệm Menlo Park cũ của ông và dành riêng cho năm 1938. Khu vực phòng thí nghiệm cũ của Edison và đài kỷ niệm bây giờ tạo thành Edison State Park. Đô thị mà Menlo Park nằm, được gọi là "thị trấn Raritan" trong khi ông còn sống, chính thức được chuyển thành Edison Township vào ngày 10 tháng 11 năm 1954 để tôn vinh nhà phát minh.